# Адина
Адина (лат. Adina) — род деревянистых растений семейства Мареновые (Rubiaceae).

## Ботаническое описание
Деревья или кустарники. Листья простые, супротивные. Цветки собраны в шаровидные соцветия на концах молодых побегов.

## Таксономия
Род Адина включает 4 вида:
- Adina dissimilis Craib
- Adina pilulifera (Lam.) Franch. ex Drake — Адина шариконосная[1]typus
- Adina pubicostata Merr.
- Adina rubella Hance — Адина красноватая